# ʿAbd al-Hayy al-Hasanī
Sayyid ʿAbd al-Hayy al-Hasanī (* 22. Dezember 1869 in Raebareli, damals North-Western Provinces, Britisch-Indien; † 3. Februar 1923) war ein indischer islamischer Gelehrter und Vorsitzender der Nadwat al-ʿUlamāʾ von 1915 bis 1923. Er war Vater der späteren Vorsitzenden ʿAbd al-ʿAlī al-Hasanī und Abul Hasan Ali Nadwi.

## Leben
al-Hasani wurde als Sohn von Sayyid Fahr ad-Din 'Hayali' (1840–1908) und Sayyida 'aziz an-Nisa' († 1888) geboren. Seine Familie entstammte  einer seit dem 13. Jahrhundert in Indien ansässigen Gelehrtenfamilie, die eine Abstammung vom Enkel des Propheten Hasan und damit vom Propheten Mohammed in ihrer Genealogie ausgab. Die Familien seiner Eltern waren untereinander verwandt. In der Kindheit wurde er von Familienangehörigen seiner Mutter großgezogen und unterrichtet. Diese hatten Verbindungen zum Dar al ulum der Deobandis und zu Ahmad Barelwi. Später lernte er in Allahabad über Logik und in Fathpur fiqh. 1884 wurde er in Bhopal von Gelehrten der Ahl-i hadith unterrichtet. Im Anschluss studierte er in Kanpur bei Ashraf Ali Thanwi und schließlich in Lucknow für fünf Jahre unter anderem bei Amir Ali Lakhnawi und Altaf Husayn Panipati. Er verließ Lucknow und kehrte zurück nach Bhopal. Dort lernte er bei Husayn b. Mhusin al-Yamani. Zu dieser Zeit heiratete er seine erste Ehefrau Sayyida Zaynab. Ebenfalls hatte er hier Kontakte zu wichtigen Protagonisten der Ahl-i Hadīth. Im Jahre 1894 kritisierte er das Oriental College in Aligarh in einem offenen Brief an dessen Gründer aufgrund des Vorwurfs einer zu modernistischen Ausrichtung. Im Anschluss kehrte er nach Lucknow zurück und studierte klassische Medizin bis ins Jahr 1895. 1904 heiratete er seine zweite Ehefrau Sayyida Kahyr an-Nisa'. Er wurde in die sufischen Praktiken der Naqschbandiya und Qādirīya eingeweiht. Bedeutend war hierbei seine Beziehung zu Fadl ar-Rahman Gandsch Muradabadi, dessen sufischem Netzwerk er Kontakte zu den Gründern der Nadwa al-ulamat verdankte. Er wurde schließlich Gehilfe des ersten Vorsitzenden der Nadwa, Muhammad Ali Mongiri und Mitglied der traditionalistischen Gruppierung innerhalb der Nadwa, die in Gegensatz zur modernistischen Gruppierung um Schibli Numani stand. Im April 1915 wurde er zum Vorsitzenden der Nadwa gewählt, welche fortan endgültig traditionalistisch ausgerichtet war. 1923 starb er überraschend nach einer Phase kurzer Krankheit.